# Алі Бін Нассер
Алі бін Нассер (араб. علي بن ناصر; фр. Ali Bennaceur, нар. 2 березня 1944) — туніський футбольний суддя.

## Кар'єра
Алі Бін Насер відомий тим, що судив матчі Кубка африканських націй 1984 і 1986 років, в тому числі і обидва його фінали. У 1985 році судив матчі молодіжного чемпіонату світу в СРСР.
У 1986 році він був включений в число арбітрів чемпіонату світу в Мексиці, де відсудив всього дві зустрічі — матч групи F між Польщею та Португалією та чвертьфінальний матч Аргентини та Англії. У матчі Данія-Іспанія 1/8 фіналу він був резервним арбітром, як і у ще двох матчах чемпіонату.
Саме Бін Нассер зарахував гол, забитий рукою Дієго Марадони. Бін Насер стверджував, що не бачив гри рукою з боку Марадони, хоча пізніше списував провину в помилковому зарахуванні голу на болгарського суддю Богдана Дочева, який не подав сигнал про гру рукою. Дочев же у своє виправдання запевняв, що бачив гру рукою, але за правилами гри бічні судді не мали права обговорювати рішення з головним арбітром в той час. Дочев припустив, що малий досвід суддівства Бін Нассера матчів європейських команд став причиною такої суддівської помилки. Після цієї гри Бін Насер більше не залучався до суддівства матчів чемпіонатів світу.
17 серпня 2015 року з ним зустрівся Дієго Марадона в Тунісі і подарував йому футболку з автографом, назвавши суддю «своїм вічним другом».